# Опел Кадет
 Тази статия е за модела автомобил от втората половина на XX век.  За по-ранния модел вижте Опел Кадет (1936).  
Опел Кадет (Opel Kadett) е модел средни автомобили (сегмент C, компактни семейни) на германския производител „Опел“, произвеждан през 1962 – 1993 година.

## Опел Кадет А (1962 – 1965)
Първият следвоенен „Опел Кадет“ е разработен от края на 50-те години с цел да конкурира конкурира доминиращия германския пазар на малки семейни автомобили „Фолксваген Костенурка“, като за производството му е построен изцяло нов завод в Бохум. Моделът получава името на предвоенния „Опел Кадет“, произвеждан през 1936 – 1940 година.
До юли 1965 година са построени 649 512 автомобила. Към модела седан са добавени и луксозен, купе и комби (по традиция при „Опел“ се нарича „Караван“). Предлаганите двигатели са новия еднолитров бензинов двигател с мощност 29 и 35 kW.

## Опел Кадет B (1965 – 1973)
Второто поколение на „Опел Кадет“ се продава от 1965 до 1973 година, като е по-голямо от предишното и се предлага в голямо разнообразие от стилове – седан и фастбек с 2 и 4 врати, комби с 3 и 5 врати и купе с две врати. „Опел Кадет B“ е основа за произвеждания през 1967 – 1970 година по-луксозен модел „Опел Олимпия A“, както и на спортното купе „Опел GT“ (1968 – 1973).

## Опел Кадет С
„Кадет С“ се появява през 1973 година и е „Опел“ версията на „T-Car“ проекта на „Дженеръл Мотърс“ – фамилия от няколко адаптирани към местни пазари малки автомобили. Освен продавания в Европа „Опел Кадет C“ тя включва произвеждания в Бразилия „Шевролет Шевет“, японския „Исузу Джемини“ (продаван в Съединените щати като „Буик Опел“), британския „Воксхол Шевет“, австралийския „Холдън Джемини“ и южнокорейския „Деу Мепси“. „Кадет C“ става първият модел на „Опел“, произвеждан и в хечбек версия.
Това е последният малък Опел със задвижване на задните колела и остава в производство в завода на Опел в Бохум до юли 1979 г., до когато от Опел са произвели над 1 700 00 автомобила. По-голямата част от тях са били изнесени извън Западна Германия, предимно за Западна Европа.

## Опел Кадет D (1979 – 1984)
Четвъртото поколение „Кадет“ е представено през 1979 година, последвано от английската версия „Воксхол Астра“ през април 1980 година. Произвеждат се във версия хечбек и комби с три или пет врати. За кратко се появяват седани с две и четири врати, базирани на хечбек купето (фастбек). „Кадет D“ е първият автомобил на „Опел“ със задвижване на предните колела, както и първото приложение на разработения от „Дженеръл Мотърс“ двигател „Family II“ с горен разпределителен вал, алуминиева цилиндрова глава, хидравлични повдигачи. Двигателите от тази серия са с работен обем 1300 и 1600 cm³ и са конструирани така, че съединителят може да се свали без да се сваля скоростната кутия. По-късно се появява версия с 1800 cm³, която се вгражда в GTE моделите. Тези двигатели са използвани по-късно и в „Опел Корса“ и средния клас „Опел Аскона“.

## Опел Кадет Е (1984 – 1993)
„Кадет Е“ е представен през 1984 година и е избран за Автомобил на годината в Европа през 1985, за което принос има и авангардната аеродинамична форма на купето. В България хечбек версиите са популярни с прозвището „Опел Капка“.
През 1987 година за първи път се появява кабриолет версията. За този модел обемът на двигателите е повишен съответно на 1400, 1800, както и нов 2000 cm³ двигател, използван в „GSi“ и „Воксхол Астра GTE“ версията. През 1988 година се появява нова по-мощна версия на „GSi“/„GTE“ мотора, оборудвана с 16 клапана и два разпределителни вала, осигуряващи мощност от 156 к.с. (115 kW). В края на 80-те и началото на 90-те години южноафриканската версия на „Кадет GSi“, наричана „Супербос“, е екипирана с още по-мощен двигател 170 к.с. (125 kW) и носи състезателни успехи в тази страна.
„Кадет Е“ е продаван в Бразилия под името „Шевролет Кадет“, но комби версията с три врати се нарича „Шевролет Ипанема“. „Деу“ използват базата на „Кадет Е“ за модела си „Деу Льо Ман“ (по-късно „Деу Сиело“, „Деу Рейсър“ и „Деу Нексия“). В Съединените щати моделът се продава под името „Понтиак Льо Ман“, а в Канада като „Паспорт Оптима“.